# Monosynaptisch evoziertes Feldpotential
Das monosynaptische evozierte Feldpotential (engl. monosynaptic field potential)  ist ein extrazellulär ableitbares Summenpotential, das bei Reizung definierter monosynaptischer Bahnen an Neuronen oder Neuronenpopulationen erzeugt wird.
Es spiegelt in seinen Komponenten die Folge der an der postsynaptischen Membran ablaufenden Erregungs- und Hemmungsvorgänge semiquantitativ wider. Ursache für seine Entstehung sind transmembranale Ionenströme, die bei der Aktivierung der postsynaptischen Membran durch erregende oder hemmende Synapsen wie auch bei der Auslösung und Fortleitung von Aktionspotentialen entstehen.
Wenn z. B. an einem aktiven Membranabschnitt ein elektrischer Strom durch die Membran in die Zelle eintritt, fließt zugleich im Zellinneren ein longitudinaler Strom, der die Zelle in Abhängigkeit von ihren passiven elektrischen Eigenschaften an bestimmten Abschnitten verlässt und durch den Extrazellularraum zum Ursprung des Transmembranstromes zurückfließt.
Die durch den extrazellulär fließenden Strom erzeugte Potentialdifferenz ist das Feldpotential. Die Kenntnis der Lage der aktiven Synapsen am Neuron und der Art des Transmembranstromes (einwärts oder auswärts gerichtet) gestatten Aussagen über die Polarität des Potentials. Liegt in einer neuronalen Struktur eine parallele Anordnung relativ langgestreckter Neuronen und eine Zonierung der wichtigsten Afferenzen an den Dendriten vor, so z. B. in der Großhirnrinde, in der Ammonshornformation (Hippocampusformation) oder im Kleinhirn, so handelt sich um ein offenes Feld.
Die Feldpotentiale der gleichsinnig angeordneten Generatoren summieren sich in diesem Falle algebraisch, so dass bei Reizung von räumlich stark konzentrierten Synapsen Potentiale von beträchtlicher Größe gemessen werden können (d. h. bis zu 20 mV). Zugleich wird hier bei Aufstellung eines Tiefenprofils die charakteristische Potentialumkehr gefunden.
In geschlossenen Feldern, die bei der Aktivierung räumlich angeordneter Neuronen entstehen, sind die Verhältnisse komplizierter. Die Interpretation von Feldpotentialen, auch in offenen Feldern, allein aufgrund ihrer Form und Amplitude muss trotzdem mit Vorsicht erfolgen, da sie eine algebraische Summation von Einzelpotentialen darstellen. Genauere quantitative Beschreibungen liefert die Stromdichteanalyse.